# Numbat
De numbat of buidelmiereneter (Myrmecobius fasciatus) is een Australisch buideldier ter grootte van een eekhoorn, dat leeft in het zuidwestelijk deel van Australië. Het is de enige soort van de familie Myrmecobiidae.  De wetenschappelijke naam van de soort werd voor het eerst geldig gepubliceerd door George Robert Waterhouse in 1836.

## Beschrijving
Zijn vacht heeft een rood-/bruin-/grijzige kleur met strepen. De bossige staart is vrij lang. Hoewel er geen buidel aanwezig is, is het toch een buideldier. De lichaamslengte bedraagt tussen 20 en 28 cm, met een 16 tot 21 cm lange staart. Het gewicht ligt tussen 300 en 725 gram.

## Leefwijze
Dit solitaire dier is overdag actief en eet zowel mieren als termieten. De numbat heeft sterke voorpoten en de lange klauwen die daaraan zitten gebruikt hij om termietennesten open te maken. Hij gebruikt dan zijn 10 cm lange tong om de termieten op te likken. De 52 tanden zijn klein, maar ten opzichte van andere landzoogdieren zijn dat er heel wat. Soortgenoten worden niet geaccepteerd in zijn territorium en worden onmiddellijk verjaagd. Het dier bewoont gematigde bossen of bosachtige terreinen.
Als slaapplaats hebben numbats meestal een holle boomstam of iets vergelijkbaars. De numbat kan de open kant van zijn slaapplaats afsluiten door met zijn rugspieren van zijn rug een schild te maken.

## Verspreiding
De numbat is het West-Australische fauna-embleem. Vroeger kwam hij ook veel voor in West-Australië,  maar nu is hij een bedreigde diersoort. Er wordt geschat dat er in 2021 nog maar 800 exemplaren in het wild leven. Er vinden succesvolle herintroducties plaats van de soort in het voormalig leefgebied in Zuid-Australië en New South Wales.

## Voortplanting
De jongen hangen 4 maanden aan de 4 tepels van hun moeder en worden daarna nog 2 tot 3 maanden in het nest gezoogd.

## Ondersoorten
De numbat heeft twee ondersoorten:
- Myrmecobius fasciatus fasciatus (Waterhouse, 1836) – komt van nature voor zuidwestelijk West-Australië, recent geïntroduceerd in Zuid-Australië en New South Wales.[5][6]
- Myrmecobius fasciatus rufus † (Wood Jones, 1923) – kwam voor in Zuid-Australië en New South Wales, uitgestorven in de jaren 1960.